# Judith Hörmann

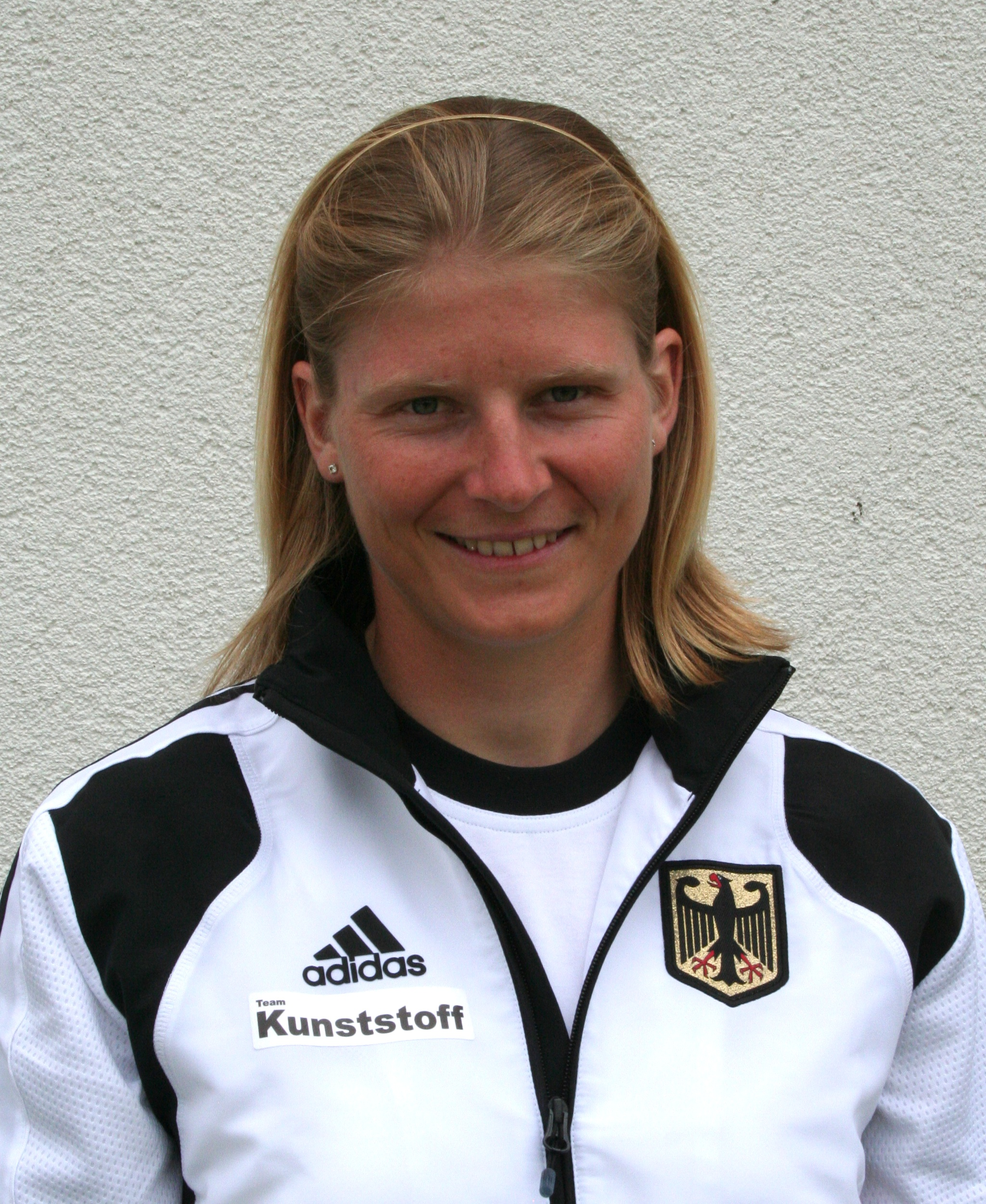
Judith Hörmann (2008)

Judith Hörmann (* 20. April 1983 in Karlsruhe) ist eine deutsche Kanutin.
Die Kanurennsportlerin gewann bei den Weltmeisterschaften 2005 im Vierer-Kajak über 500 m und 200 m. Bei den Weltmeisterschaften 2007 in Duisburg  gewann sie im Zweier-Kajak 1000 m mit der Dresdnerin Gesine Ruge einen weiteren Weltmeistertitel.
Hörmann gehörte bis 2007 dem Verein Rheinbrüder Karlsruhe an, wechselte dann jedoch zum KC Potsdam. Sie studiert internationales Management.